# Rolleville
Rolleville est une commune française située dans le département de la Seine-Maritime en région Normandie.

## Géographie

### Localisation
La  commune est située sur la rive droite de la Seine, à une quinzaine de kilomètres du Havre.

### Communes limitrophes
| Mannevillette | Saint-Martin-du-Bec, Notre-Dame-du-Bec | Hermeville |
| Fontenay      | Rolleville                             | Manéglise  |
|               | Montivilliers                          | Épouville  |

### Hydrographie
La commune est située dans le bassin Seine-Normandie. Elle est drainée par la Lezarde,.
La Lézarde, d'une longueur de 14 km, prend sa source dans la commune de Saint-Martin-du-Bec et se jette  dans le canal de Tancarville à Gonfreville-l'Orcher, après avoir traversé sept communes. Les caractéristiques hydrologiques de la Lézarde sont données par la station hydrologique située sur la commune de Montivilliers. Le débit moyen mensuel est de 1,07 m3/s. Le débit moyen journalier maximum est de 7,82 m3/s, atteint lors de la crue du 1er juin 2003. Le débit instantané maximal est quant à lui de 12,9 m3/s, atteint le même jour.
Deux plans d'eau complètent le réseau hydrographique : le plan d'eau 1 de la commune de Rolleville (1,16 ha) et le plan d'eau 2 de la commune de Rolleville (1,99 ha),.

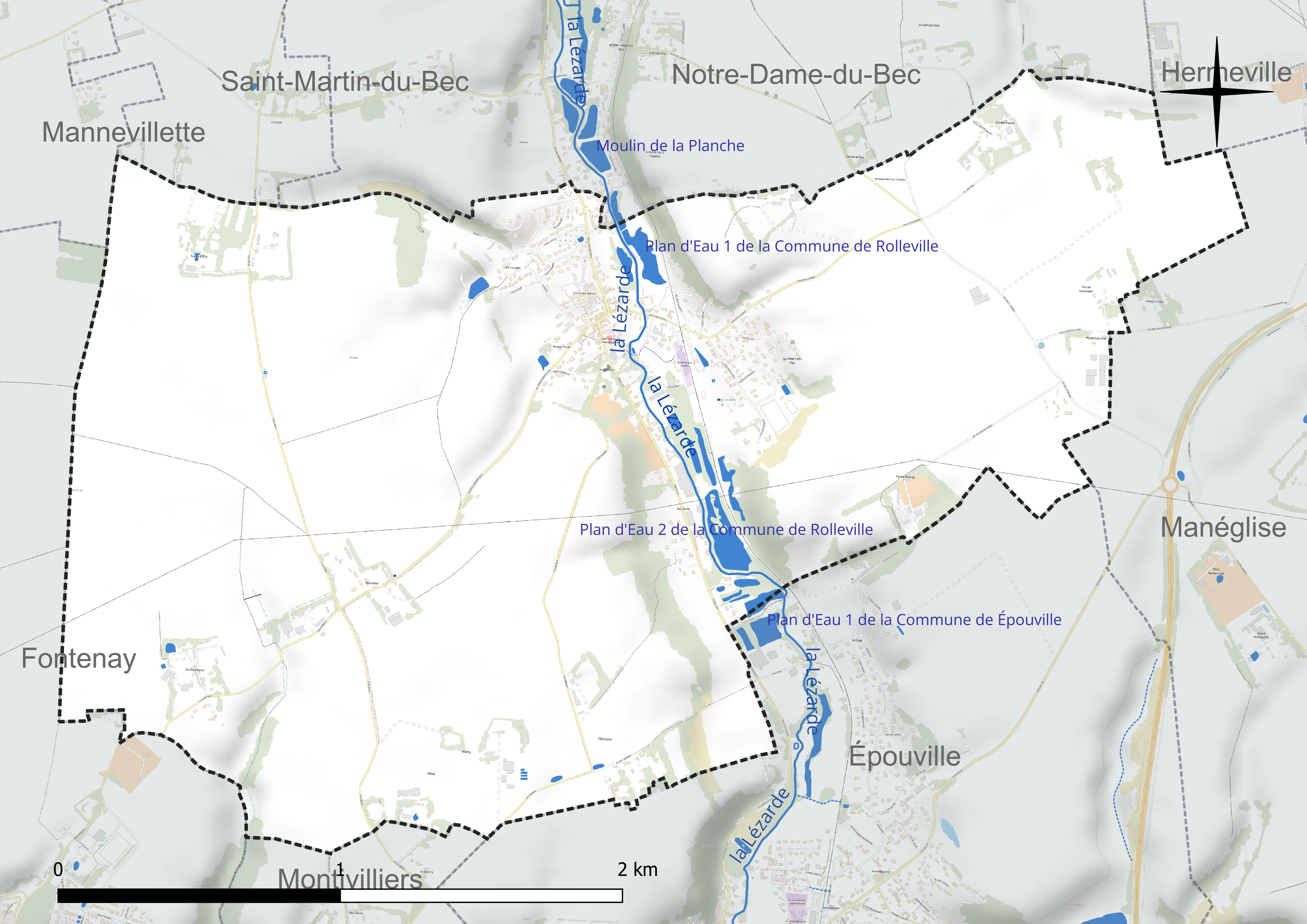
Réseau hydrographique de Rolleville.

### Climat
Pour des articles plus généraux, voir Climat de la Normandie et Climat de la Seine-Maritime.
En 2010, le climat de la commune est de type climat océanique franc, selon une étude du CNRS s'appuyant sur une série de données couvrant la période 1971-2000. En 2020, Météo-France publie une typologie des climats de la France métropolitaine dans laquelle la commune est exposée à un climat océanique et est dans la région climatique Côtes de la Manche orientale, caractérisée par un faible ensoleillement (1 550 h/an) ; forte humidité de l’air (plus de 20 h/jour avec humidité relative > 80 % en hiver), vents forts fréquents. Parallèlement le GIEC normand, un groupe régional d’experts sur le climat, différencie quant à lui, dans une étude de 2020, trois grands types de climats pour la région Normandie, nuancés à une échelle plus fine par les facteurs géographiques locaux. La commune est, selon ce zonage, exposée à un « climat maritime », correspondant au Pays de Caux, frais, humide et pluvieux, légèrement plus frais que dans le Cotentin.
Pour la période 1971-2000, la température annuelle moyenne est de 10,7 °C, avec une amplitude thermique annuelle de 13 °C. Le cumul annuel moyen de précipitations est de 920 mm, avec 13 jours de précipitations en janvier et 8,6 jours en juillet. Pour la période 1991-2020, la température moyenne annuelle observée sur la station météorologique la plus proche, située sur la commune de Octeville-sur-Mer à 7 km à vol d'oiseau, est de 11,5 °C et le cumul annuel moyen de précipitations est de 790,7 mm,. Pour l'avenir, les paramètres climatiques de la commune estimés pour 2050 selon différents scénarios d'émission de gaz à effet de serre sont consultables sur un site dédié publié par Météo-France en novembre 2022.

### Transports et déplacements

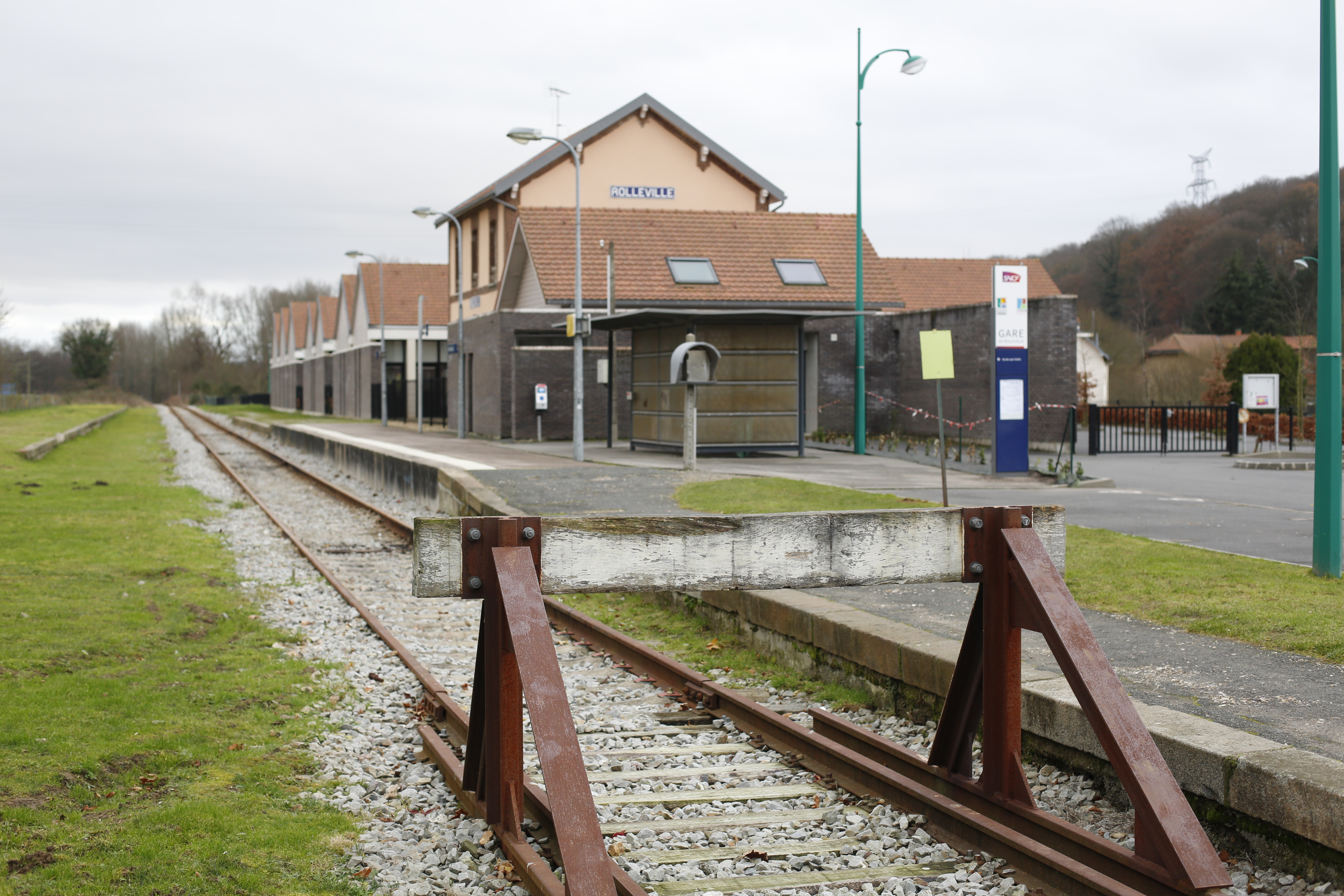
La gare de Rolleville.

Le réseau TER Normandie dessert la gare de Rolleville, terminus actuel de la ligne du Havre-Graville à Tourville-les-Ifs. Bien que la ligne soit exploitée par la SNCF, elle est intégrée au Réseau de transport en commun de l'agglomération havraise ce qui permet aux voyageurs de choisir entre un titre de transport SNCF ou un billet du réseau des transports urbains de la ville

## Urbanisme

### Typologie
Au 1er janvier 2024, Rolleville est catégorisée bourg rural, selon la nouvelle grille communale de densité à sept niveaux définie par l'Insee en 2022.
Elle appartient à l'unité urbaine du Havre, une agglomération intra-départementale regroupant 18  communes, dont elle est une commune de la banlieue,,. Par ailleurs la commune fait partie de l'aire d'attraction du Havre, dont elle est une commune de la couronne,. Cette aire, qui regroupe 116 communes, est catégorisée dans les aires de 200 000 à moins de 700 000 habitants,.

### Occupation des sols
L'occupation des sols de la commune, telle qu'elle ressort de la base de données européenne d’occupation biophysique des sols Corine Land Cover (CLC), est marquée par l'importance des territoires agricoles (95,1 % en 2018), une proportion identique à celle de 1990 (95,1 %). La répartition détaillée en 2018 est la suivante : 
terres arables (65,4 %), zones agricoles hétérogènes (16 %), prairies (13,7 %), zones urbanisées (4,9 %). L'évolution de l’occupation des sols de la commune et de ses infrastructures peut être observée sur les différentes représentations cartographiques du territoire : la carte de Cassini (XVIIIe siècle), la carte d'état-major (1820-1866) et les cartes ou photos aériennes de l'IGN pour la période actuelle (1950 à aujourd'hui).

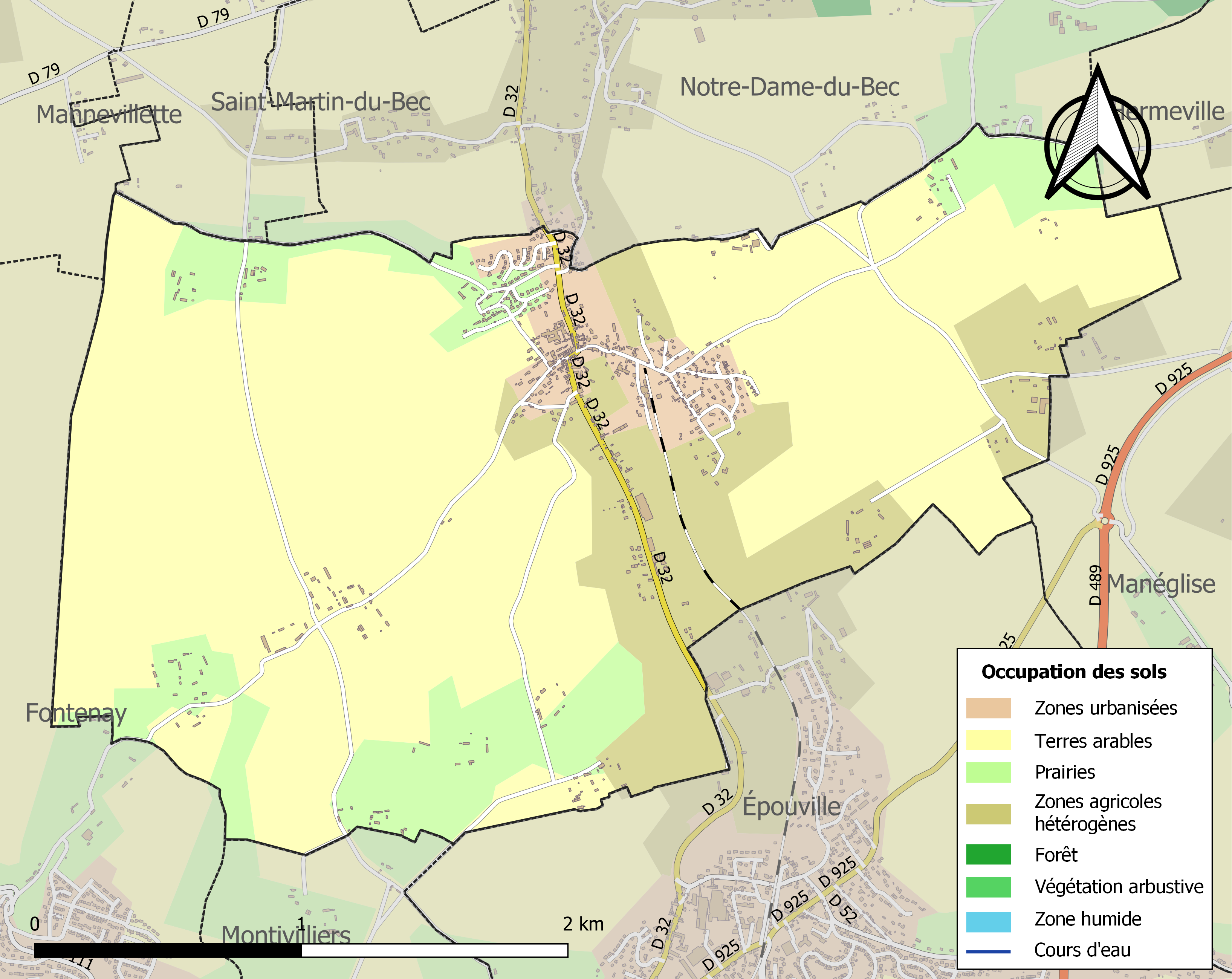
Carte des infrastructures et de l'occupation des sols de la commune en 2018 (CLC).

## Toponymie
Le nom de la localité est attesté sous la forme Rorivilla en 1035, Molendinorum nostrorum de Rolivilla fin XIIe siècle, Parrochia de Rolevilla 1242, In Parrochia Sancti Hyllaris de Rollavilla en 1248, Ante monasterium de Roleville en 1254, In Parrochia Sancti Hyllarii de Roelevilla en 1263, In Parrochia Sancti Hylarii de Rolevilla en 1267, In Parrochia Sancti Hylarii de Rolevilla apud Haias en 1269 et 1270, Sancti Hylarii de Role villa en 1270, Ecclesia de Rolevilla en 1272, Parrochia de Rolivile en 1291, Saint Yller de Rolleville en 1310, Rollevilla en 1337, Rolleville en 1557,.

## Histoire

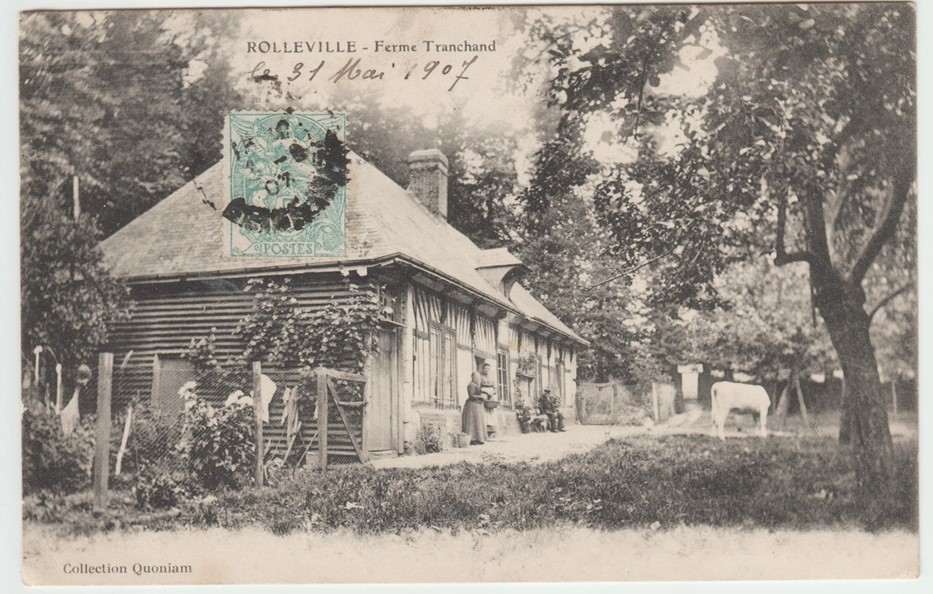
Photographie ancienne de la ferme Tranchand de Rolleville.

Le chemin de fer dessert la gare de Rolleville depuis 1896, facilitant depuis lors le déplacement des habitants.

## Politique et administration
| Période                                  | Période                    | Identité                | Étiquette | Qualité |
| ---------------------------------------- | -------------------------- | ----------------------- | --------- | --- |
| Les données manquantes sont à compléter. |                            |                         |           | |
| 1888                                     | 1914                       | Victor-Édouard Petitpas |           | |
| 1920                                     | 1925                       | Pierre Lecourtois       |           | |
| 1925                                     | 1935                       | Gabriel Taconet         |           | Courtier maritime au Havre                                                                                                |
| 1935                                     | 1941                       | André Cousin            |           | |
| 1941                                     | 1945                       | Jules Leplay            |           | |
| 1945                                     | 1958                       | Charles Barbanchon      |           | |
| 1958                                     | 1966                       | Jules Caron             |           | |
| 1966                                     | 1971                       | Hervé Coquin            |           | |
| 1971                                     | 1999                       | Bernard Goupil          |           | |
| 1999                                     | 2014                       | Maryvonne Lebas         |           | |
| 2014                                     | En cours (au 10 août 2020) | Pascal Leprettre        |           | Formateur en boulangerie en CFA Vice-président de la CU Le Havre Seine Métropole (2020 →) Réélu pour le mandat 2020-2026, |

## Démographie
L'évolution du nombre d'habitants est connue à travers les recensements de la population effectués dans la commune depuis 1793. Pour les communes de moins de 10 000 habitants, une enquête de recensement portant sur toute la population est réalisée tous les cinq ans, les populations de référence des années intermédiaires étant quant à elles estimées par interpolation ou extrapolation. Pour la commune, le premier recensement exhaustif entrant dans le cadre du nouveau dispositif a été réalisé en 2006.

En 2022, la commune comptait 1 217 habitants, en évolution de +1,42 % par rapport à 2016 (Seine-Maritime : +0,35 %, France hors Mayotte : +2,11 %).
| 1793 | 1800 | 1806 | 1821 | 1831 | 1836 | 1841 | 1846 | 1851 |
| ---- | ---- | ---- | ---- | ---- | ---- | ---- | ---- | ---- |
| 656  | 700  | 663  | 619  | 541  | 561  | 574  | 579  | 623  |

| 1856 | 1861 | 1866 | 1872 | 1876 | 1881 | 1886 | 1891 | 1896 |
| ---- | ---- | ---- | ---- | ---- | ---- | ---- | ---- | ---- |
| 621  | 663  | 621  | 590  | 647  | 596  | 527  | 542  | 645  |

| 1901 | 1906 | 1911 | 1921 | 1926 | 1931 | 1936 | 1946  | 1954 |
| ---- | ---- | ---- | ---- | ---- | ---- | ---- | ----- | ---- |
| 691  | 679  | 766  | 758  | 848  | 915  | 880  | 1 033 | 972  |

| 1962 | 1968 | 1975 | 1982  | 1990  | 1999  | 2006  | 2011  | 2016  |
| ---- | ---- | ---- | ----- | ----- | ----- | ----- | ----- | ----- |
| 912  | 910  | 873  | 1 022 | 1 081 | 1 131 | 1 133 | 1 133 | 1 200 |

| 2021  | 2022  | - | - | - | - | - | - | - |
| ----- | ----- | - | - | - | - | - | - | - |
| 1 207 | 1 217 | - | - | - | - | - | - | - |

## Culture locale et patrimoine

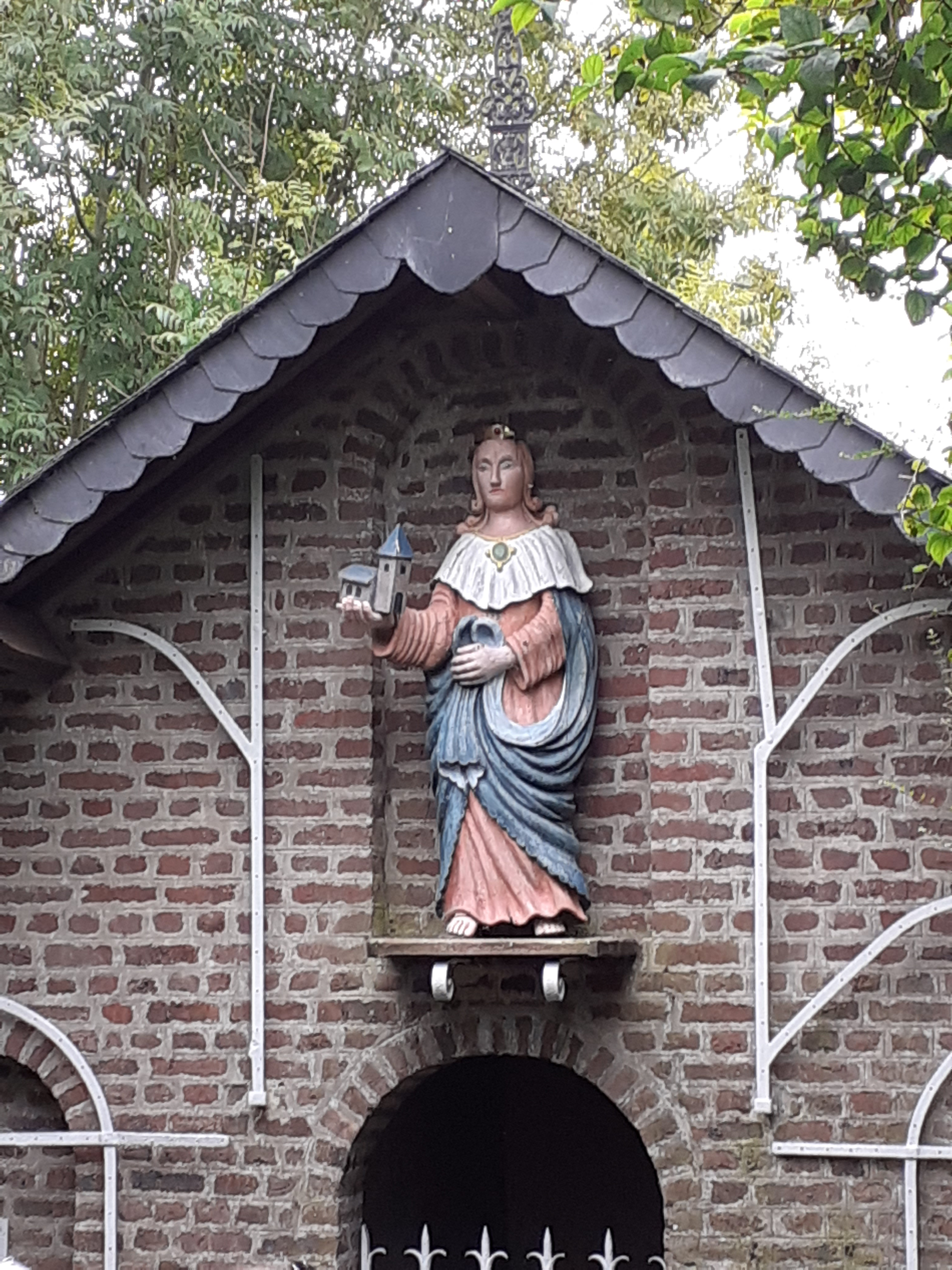
Chapelle Sainte-Clothilde.

### Lieux et monuments
- Église Saint-Hilaire,
- Presbytère (1741),

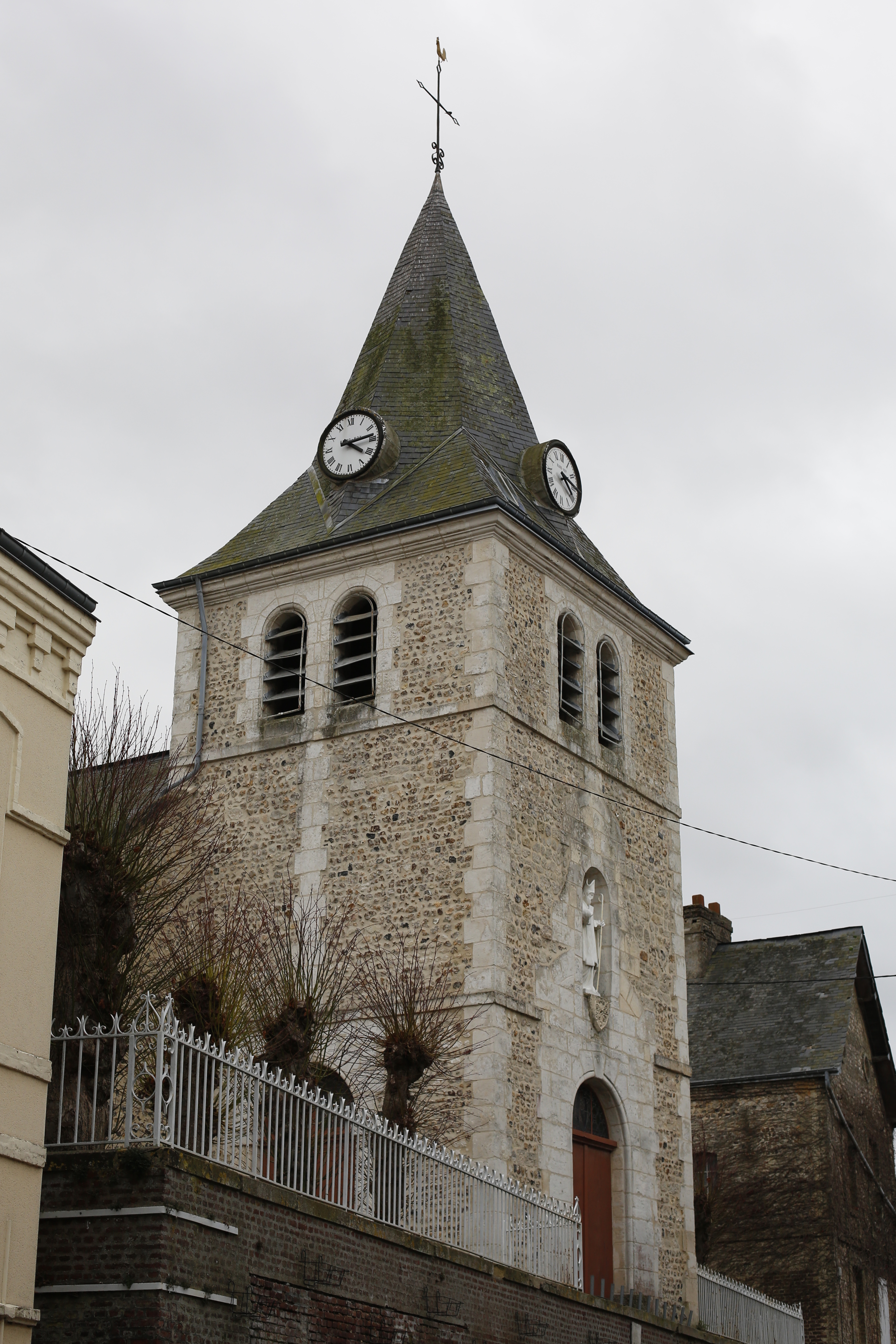
L'église Saint-Hilaire.

- Fontaine Sainte-Clotilde, du XIXe siècle. Elle accueille un pèlerinage.
- Manoir des Abbesses, construit en 1576 par Guillemette de la Platière, abbesse commendataire de l'abbaye de Montivilliers.

### Personnalités liées à la commune
- Camille Maze (1836-1902), scientifique[réf. nécessaire].
- Jean René Guerrand (1907-1993), chef d'entreprise français est né à Rolleville.
- Christophe Revault (1972), footballeur professionnel (début au F.C.Rollevillais).

### Héraldique
| Armes de Rolleville | Les armes de la commune de Rolleville se blasonnent ainsi : De sinople à la barre ondée d'argent chargée de trois roues de moulins de gueules, accompagnée en chef d'un pigeonnier d'argent maçonné en burelé de sable essoré du même et en pointe d'une gerbe de lin liée d'or. |